# Дилштет
Дилштет (њем. Dillstädt) општина је у њемачкој савезној држави Тирингија. Једно је од 65 општинских средишта округа Шмалкалден-Мајнинген. Према процјени из 2010. у општини је живјело 840 становника. Посједује регионалну шифру (AGS) 16066016.

## Географски и демографски подаци
Дилштет се налази у савезној држави Тирингија у округу Шмалкалден-Мајнинген. Општина се налази на надморској висини од 340 метара. Површина општине износи 14,0 km². У самом мјесту је, према процјени из 2010. године, живјело 840 становника. Просјечна густина становништва износи 60 становника/km².